# Félix Savón

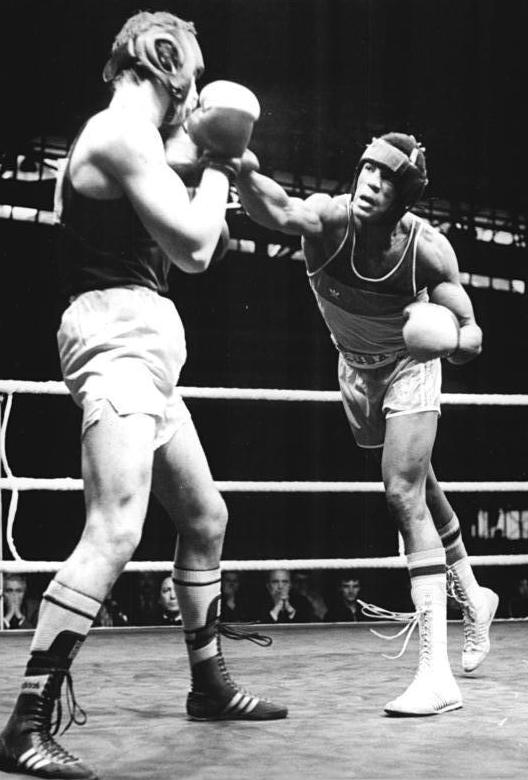
Félix Savón (rechts) 1987 in Halle

Félix Savón Fabre (* 22. September 1967 in San Vicente, Manuel Tames, Kuba) ist ehemaliger kubanischer Amateurboxer im Schwergewicht.
Er gewann als einer von nur drei Boxern (neben Teófilo Stevenson und László Papp) drei Goldmedaillen bei Olympischen Spielen und sechs Weltmeisterschaften. Savón, der es ablehnte Profiboxer zu werden, gilt als ein Beispiel für die qualitativ hochstehenden Ausbildung und Nachwuchsförderung im kubanischen Boxsport.

## Amateurkarriere
Savón begann das Boxen 1980 und gewann 1985 seine ersten wichtigen Titel: die kubanische Landesmeisterschaft im Schwergewicht, die er von 1985 bis 1998 vierzehn Mal in Folge gewann (1999 und 2000 unterlag er im Finale Odlanier Solís) und die Juniorenweltmeisterschaft in Bukarest durch einen Sieg über den Polen Andrzej Gołota.

### Weltmeisterschaften
Seine sechs Weltmeisterschaftstitel gewann Savón
1. 1986 in Reno
2. 1989 in Moskau, mit einem kampflosen Sieg im Halbfinale über den noch für die DDR antretenden Axel Schulz
3. 1991 in Sydney, unter anderem schlug er den Samoaner David Tua durch einen Erstrunden-KO. Tua war später als Profi nie KO
4. 1993 in Tampere, unter anderem mit Sieg über den späteren Superschwergewichtsweltmeister Alexei Lesin
5. 1995 in Berlin, als ihm im Finale ein Sieg über Luan Krasniqi gelang
6. 1997 in Budapest

Bei den Weltmeisterschaften 1997 verlor er den einzigen Kampf bei Weltmeisterschaften, als er im Finale dem Usbeken Ruslan Chagayev nach Punkten unterlag. Jedoch erhielt Savón später den Titel zugesprochen, da sein Gegner zuvor bereits Profikämpfe absolviert hatte und deshalb nachträglich disqualifiziert wurde.
Savón gewann bei mehreren Teilnahmen an Weltmeisterschaften nur eine einzige nicht. Bei den Titelkämpfen im Jahr 1999 zog sich die gesamte kubanische Mannschaft aus Protest gegen Schiedsrichterentscheidungen zurück, Savón erhielt die Silbermedaille für seine bis dahin erkämpfte Finalteilnahme. Seinen planmäßigen Finalgegner Michael Bennett besiegte er 2000 im Viertelfinale der Olympischen Spiele in Sydney.

### Olympische Spiele
Die Teilnahme an den Olympischen Spielen 1988 in Seoul blieb Savón verwehrt, da Kuba diese Spiele boykottierte. Den Olympiasieger Ray Mercer hatte er bei einem Länderkampf Kuba-USA vor den Spielen noch klar besiegt.
Bei seiner ersten Teilnahme an Olympischen Spielen 1992 in Barcelona gewann er die Goldmedaille durch einen Finalsieg mit 14:1 Punkten über den Nigerianer David Izonritei.
Diesen Titel verteidigte er bei den Olympischen Spielen 1996 in Atlanta und den Olympischen Spielen 2000 in Sydney, wo er auf dem Weg zur Goldmedaille unter anderem Michael Bennett (zu diesem Zeitpunkt offizieller Weltmeister) und Sebastian Köber ausschaltete, um im Finale den Russen Sultan Ibragimow zu besiegen.

### Weitere Turniergewinne
- Chemiepokal in Halle – 1985, 1986, 1987 und 1996
- Zentralamerikanische und Karibische Meisterschaft – 1984, 1985, 1988, 1995 und 1996
- Zentralamerikanische und Karibische Spiele – 1986, 1990, 1993 und 1998
- Panamerikanische Spiele – 1987, 1991 und 1995
- Weltcup – 1987, 1990, 1994 und 1998[1]

### Kampfbilanz
In seiner 20-jährigen Amateurlaufbahn erreichte Savón 387 Siege bei nur 21 Niederlagen.

### Weitere namhafte geschlagene Gegner
- Kirk Johnson
- DaVarryl Williamson, KO-Sieg in der ersten Runde
- Odlanier Solís, gegen den er auch zweimal verlor
- Georgi Kandelaki, georgischer Weltmeister im Superschwergewicht 1997
- Lamon Brewster
- Roberto Balado, dreimal
- Arnold Vanderlyde, fünf Mal
- Michael Bentt
- Andrzej Gołota
- Michel López, Bronzemedaillengewinner der Olympischen Spiele 2004 im Superschwergewicht
- Luan Krasniqi
- Shannon Briggs
- David Tua

## Sonstiges
In den 1990er Jahren versuchte der US-amerikanische Promoter Don King Savón mit hochdotierten Angeboten unter Vertrag zu nehmen und gegen die damaligen Schwergewichtsweltmeister Evander Holyfield und Mike Tyson antreten zu lassen.
Nach den Olympischen Spielen 2000 erklärte Savón im Alter von 33 Jahren seinen Rücktritt. Entsprechend den Regeln des Weltamateurboxverbandes AIBA gilt für die Teilnahme an Olympischen Spielen, Welt- und Kontinentalmeisterschaften bzw. sonstigen internationalen Amateurturnieren eine maximale Altersgrenze von 34 Jahren. Nach seiner aktiven Karriere wurde Savón Trainer der kubanischen Boxnationalmannschaft.
Im Jahr 2018 wurde Savón wegen eines nicht näher genannten Sexualdelikts angeklagt und zu einer Haftstrafe verurteilt. Ende 2024 wurde er auf Bewährung wieder auf freien Fuß gesetzt.